# الحروب الصليبية كما رآها العرب
الحروب الصليبية كما رآها العرب (بالفرنسية: Les croisades vues par les Arabes)‏ هو كتاب من تأليف أمين معلوف يسرد فيه أحداث الحروب الصليبية كما وردت في مؤلفي قدامى الإخباريين العرب. نشر الكتاب بالفرنسية عام 1983 وتمت ترجمته إلى العربية.
الكتاب كما يوحي اسمه، عبارة عن رواية سردية مستمدة من المصادر تاريخية العربية، تسعى لتقديم الحروب الصليبية من منظور عربي، وخاصة فيما يتعلق بالصليبيين – الفرنجة، كما يدعوهم العرب - والذين اعتبروا قساة ومتوحشين وجهلة متخلفين.
منذ الاجتياح الأول في القرن الحادي عشر وحتى سقوط الصليبيين في القرن الثالث عشر، يبني المؤلف حبكته السردية، واصفاً حقائق عن الهجمات العدوانية وعارضاً حقبة تاريخية عجيبة كان ينظر للمسيحيين فيها بـ «الهمجيين» أو «البرابرة»، جهلة بأبسط قواعد الشرف والكرامة والأخلاق الاجتماعية.